# S (court métrage)
Pour les articles homonymes, voir S.
Pour plus de détails, voir Fiche technique et Distribution.
[S] est un film d'animation de court métrage britannique réalisé par Mario Radev, sorti en 2024.

## Fiche technique
- Titre original : [S]
- Réalisation : Mario Radev
- Scénario : Mario Radev
- Animation : Mario Radev et Pawel Walendowski
- Musique : Belle Chen
- Son :
- Production : Mario Radev
- Sociétés de production :
- Sociétés de distribution :
- Pays d'origine :  Royaume-Uni
- Langue originale : sans-paroles
- Format : couleur
- Genre : animation
- Durée : 12 minutes 33 secondes
- Dates de sortie :
  - Portugal : 8 mars 2024
  - Royaume-Uni : 7 avril 2024 (Brighton)
  - France : 10 juin 2024 (Annecy)

## Distinctions
- Festival international du film d'animation d'Annecy 2024 : Prix Jean-Luc Xiberras de la première œuvre pour un court métrage.